# Tarapoa Airport
Tarapoa Airport är en flygplats i Ecuador.   Den ligger i provinsen Sucumbíos, i den nordöstra delen av landet, 240 km öster om huvudstaden Quito. Tarapoa Airport ligger 230 meter över havet.
Terrängen runt Tarapoa Airport är huvudsakligen platt. Tarapoa Airport ligger nere i en dal. Runt Tarapoa Airport är det mycket glesbefolkat, med 4 invånare per kvadratkilometer. Närmaste större samhälle är Tarapoa, 0,38 km norr om Tarapoa Airport. I omgivningarna runt Tarapoa Airport växer i huvudsak städsegrön lövskog.